# ビデオジョッキー
ビデオジョッキー（video jockey）とは、映像を素材としてディスクジョッキー（DJ）と同様の行為を行う者を指す。略称は「VJ」。DJと同じく、2通りの意味がある（後述）。

## VJ（司会者）
音楽番組などで司会進行を務める職業。音声だけのラジオ番組の司会役をディスクジョッキーと呼ぶのに対して、音声と映像の番組の司会役という意味がある。MTV内で発生し、主にMTVやスペースシャワーTVといった音楽専門チャンネルで使われる。

## VJ(表現者、操演者)

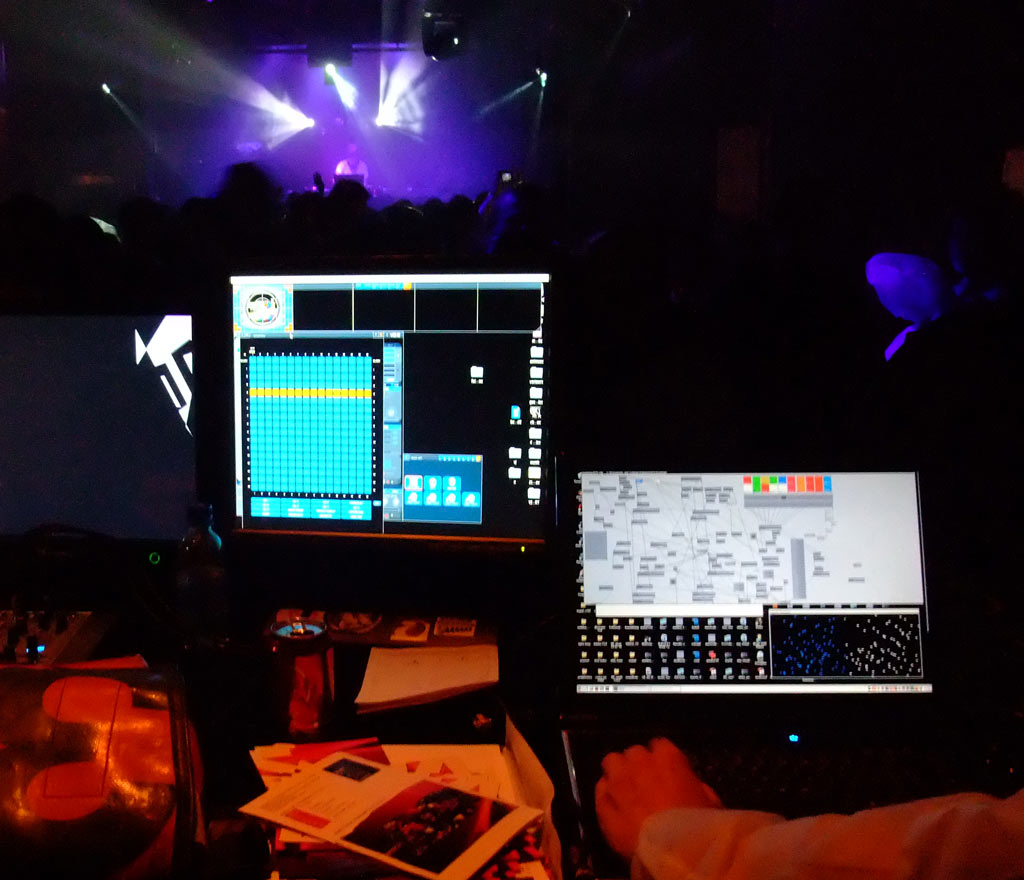
PureDataによるVJ 場所はジュネーヴのZooにて

DJが複数の楽曲を組み合わせて音楽を作るように、クラブ（ディスコ）、コンサート会場で音楽に合わせてビデオ映像等を流したり、ライブで映像を組み合わせたり、リアルタイムで製作したり、あらかじめ作っておいた映像を流したり、その手法は様々。

## 日本のVJ(表現)の歴史

### 80年代後半・VJの黎明期
日本においては宇川直宏や、田中秀幸とピエール瀧が率いるプリンストンガ、松木靖明、当時日本に移住していたイギリス人ユニットのハイパーデリックビデオなどがいた。
これらアーティストが同時多発的にCLUBの壁面をビデオ映像で彩っていった。まだVJというカテゴリは存在していなかった。

### 1990年代半ば〜VJソフトの登場
この頃、DirectorやFlashなどのソフトウェアをベースにVJソフトを制作するVJが登場した。

### 新たなソフトウェアの台頭
2000年代前半からプロジェクターによる空間構成やメディア・アートを取り入れたVJなど、そのプレイスタイルが多様に細分化を始める。
主なVJソフトウェアにはModul8, Resolume, VDMX5, CoGeなどがある。
他にも、Jitter(Maxの映像モジュール)、openFrameworks, Cinder, ProcessingやMac OS Xに標準で添付されている開発ツールQuartz Composerなどのプログラミングソフトを使用し、さらなるリアルタイム性を追求するVJも行われている。
また、これらのソフトはSyphonによってリアルタイムにアルファチャンネル付き映像フレームを交換出来るため、一つPC上で複数のソフトを連携して使用することもある。

### VJのモバイル化
スマートフォンの性能が向上し、2010年代前後にはスマートフォンまたはiPad等のタブレット端末とプロジェクターがあればVJが可能である。

## メンバーにVJのいる音楽ユニット
- downy : ZAKURO、セバスチャン
- TWIN TAIL : 豊田利晃
- ROVO : 迫田悠
- GABALL : 原田大三郎
- 打首獄門同好会 : 風乃海
- yahyel：山田健人 (映像作家)
- 魔法少女になり隊 : ガリ
- AIZ : 陳 珊璞
- d.v.d: 山口崇司